# Franciszek Aleksander Szembek
Franciszek Aleksander Szembek ze Słupowa herbu własnego (ur. ok. 1654, zm. przed 4 września 1724 w Lublinie) – kasztelan wiślicki w 1704 roku, wojski sandomierski w 1701 roku, burgrabia krakowski w latach 1690–1701.

## Życiorys
W 1697 roku był elektorem Augusta II Mocnego z województwa sandomierskiego. Był marszałkiem sądów kapturowych województwa sandomierskiego w 1697 roku, podpisał pacta conventa Augusta II Mocnego. Poseł na sejm pacyfikacyjny 1699 roku z województwa sandomierskiego. Był członkiem konfederacji sandomierskiej 1704 roku. 
W 1717 roku został wyznaczony senatorem rezydentem.
Pochowany u franciszkanów reformatów w Sandomierzu 4 września 1724 roku.